# Agone (antica Grecia)
L'agone (in greco antico: ἀγών?, agōn, in greco moderno: αγώνας, "gara", "disputa") era, nell'antica Grecia e successivamente anche nell'antica Roma, una manifestazione pubblica consistente in gare e giochi organizzati in occasione di celebrazioni religiose presso un santuario, disputati per la conquista di premi, che solitamente erano corone di foglie, privilegi ed erezione di statue.

## La componente agonale nella civiltà greca
Nell'antichità classica i Greci furono i maggiori sostenitori della cultura fisica, intesa sia come educazione della volontà, sia come fondamento per un armonico sviluppo del corpo e soprattutto per la preparazione psicofisica alla guerra. 
Inizialmente l'atletismo dei Greci aveva fini prevalentemente estetici, ovvero gli atleti volevano solo migliorare il proprio aspetto esteriore, ma ben presto sentono invece il bisogno di confrontarsi fra loro, di raggiungere e fissare dei record e di cimentarsi in vere e proprie gare, dando luogo così all'agonismo tipico dell'uomo greco.
L'educazione fisica si distingueva a seconda se a praticarla erano gli Spartani o gli Ateniesi: per gli Spartani, l'esercizio fisico era solo un mezzo per forgiare il carattere e fortificare il corpo in vista della guerra, mentre gli Ateniesi perseguivano un ideale di perfetta fusione fra bellezza esteriore e nobiltà d'animo.

## Origini
I più antichi agoni che sono stati attestati venivano organizzati in occasione di celebrazioni funerarie presso un santuario, anche se pare che prima ancora fossero un rito celebrato periodicamente per il passaggio dei giovani all'età adulta. Un esempio di agone con carattere funerario sono i giochi funebri in occasione della morte di Patroclo descritti nell'Iliade.
Troviamo poi agoni in onore di sovrani, per festeggiare avvenimenti fausti, e soprattutto in onore di divinità. I più famosi e importanti agoni svolti in occasione religiosa sono:
- i Pitici a Delfi, in onore di Apollo e in commemorazione dell'uccisione del serpente pitone;
- gli Olimpici in onore di Zeus a Olimpia;
- gli Istmici sull’istmo di Corinto, attribuiti a vari fondatori mitici e celebrati in onore di Posidone;
- i Nemei presso Cleone nell’Argolide, fondati secondo la leggenda da Adrasto di Argo e dai suoi compagni durante le vicende della spedizione dei sette contro Tebe[2].

Altri scopi per cui istituivano gli agoni erano: rendere più solenne una cerimonia di nozze, l'assunzione al trono di un nuovo monarca, la nascita di un principe, esprimere il gaudio di un’intera città per la libertà riacquistata o per una pestilenza scomparsa o per una carestia evitata.
Oltre alla gloria che il vincitore avrebbe conquistato per sé e per la propria città, già dai tempi eroici descritti da Omero si parla di ricchi doni posti come compenso a chiunque partecipasse, non soltanto per il vincitore. Si distinguono, negli autori e nelle iscrizioni, agoni "coronati" (στεϕανῖται) e agoni "a premî" (ϑεματικοί): i primi sono quelli più solenni, a carattere più propriamente religioso e a periodicità regolare, i secondi sono prevalentemente occasionali e d'iniziativa privata. 
Le gare di solito iniziavano con un sacrificio e spesso con una sacra processione, che conduceva solennemente gli atleti e i loro giudici al campo delle prove. Tali prove cominciavano al mattino presto e duravano anche tutto il giorno o più giorni. Queste manifestazioni erano regolate da una tradizionale e meticolosa cura dei particolari, come il fatto che le gare musicali cominciassero con quelle dei rapsodi e dei recitatori di poesia epica o che le squadre dei giovani precedessero quelle degli adulti.

## Partecipanti
Erano presenti varie consuetudini riguardanti età, nazionalità e nascita dei partecipanti per poter aderire. Infatti non solo esistevano gare differenti per fanciulli e adulti, ma in origine le gare avevano carattere locale, erano cioè riservate ai soli cittadini della città o dello stato dove si trovava la sede delle gare; in seguito - col formarsi di raggruppamenti politici sempre meglio determinati, l'estendersi della coscienza di un'unità religiosa e il concetto sempre più chiaro e profondo dell'unità nazionale ellenica - vengono aperte le schiere dei concorrenti a gruppi sempre più numerosi, fino a coincidere con la totalità degli stati di stirpe greca.
I barbari, gli schiavi e tutti coloro che non potevano considerarsi degni di accedere al culto nazionale erano sempre esclusi; questa è una grande differenza fra gli agoni greci e i ludi romani.
In genere anche le donne venivano escluse ma ci sono delle eccezioni, come nel caso di Cinisca, sorella di Agesilao, che concorre fra i possessori di cavalli da corsa ad Olimpia; inoltre si praticano nei paesi dorici anche gare di corse di fanciulle e concorsi fra cori femminili, per esempio nelle feste apollonie di Delo.

## Agoni ginnici, ippici e musicali
Esisteva un’ampia varietà di agoni, ma i principali vengono solitamente suddivisi in tre categorie: ginnici, ippici e musicali.
- Gli agoni ginnici vengono chiamati così dal greco γυμνός, che significa "nudo", in quanto i concorrenti partecipavano nudi o poco vestiti. Consistono in gare in cui viene data prova di forza e agilità fisica individualmente. Esempi di agoni ginnici sono le gare di corsa (δρόμος), sia di velocità che di resistenza, le gare di salto, di lancio del giavellotto, di lancio del disco, di lotta o di pugilato.
- Gli agoni ippici (ἵππος "cavallo") miravano a mettere in luce sia gli allevatori che i domatori di cavalli. Esempi di agoni ippici sono le corse per puledri o le corse per cavalli adulti, le corse con la biga, la quadriga o il carro da mule, e gare ippiche combinate a gare ginniche come gli arcieri che scoccano l'arco da cavallo.
- Gli agoni musicali trattano musica e poesia, e riguardano compositori, musicisti, poeti, ma anche esecutori, sonatori, dicitori e attori. Essi comprendono recitazione di prosa e di poesia, gare di poesia musicata, musica strumentale, gare di danza, talora di danze armate e infine anche agoni drammatici o scenici, tragici o comici, che consistono in rappresentazioni teatrali complete, in cui la gara si svolge tra gli autori e i coreghi e gli attori.

## Agoni comici
L’agone è stato sia uno degli elementi fondamentali della commedia attica, sia una caratteristica peculiare degli antichi Greci, i quali coltivavano e apprezzavano lo spirito agonistico, al punto da istituire numerose gare atletiche e artistiche.
Aristofane collocò l'agone, cioè la disputa fra due avversari con partecipazione del coro, come elemento intermedio fra il parodos e la parabasi, considerandolo uno degli aspetti costituenti della commedia, in quanto preannunciava la denuncia dei vizi pubblici, mentre il suo utilizzo nella tragedia propiziava il delitto o il sacrificio.

## Agoni drammatici
In Grecia il teatro era di grande interesse per la Polis, e durante le feste in onore di Dioniso gli autori erano tenuti a gareggiare nei cosiddetti “agoni tragici” durante le Dionisie e negli “agoni comici” durante le Lenee.
Le Grandi Dionisie duravano sette giorni: durante i primi tre si svolgevano i riti sacri, mentre dei quattro giorni seguenti, tre venivano dedicati alle tragedie e uno alla commedia. Questi spettacoli erano così importanti per la Polis, soprattutto da un punto di vista paideutico e di propaganda politica, che lo Stato pagava il biglietto a tutti coloro che non potevano permetterselo. La selezione dei drammaturghi partecipanti a questi agoni, affidata all’Arconte Eponimo, era rigidissima e una testimonianza di Aristofane afferma che i concorrenti si presentassero a migliaia. Al termine della gara veniva attribuito un premio al miglior attore, al miglior autore e al miglior coro (all’interno di quest’ultimo si trovano le idee dell’autore e i concetti più importanti da trasmettere al pubblico). La giuria era composta da 10 persone, generalmente non esperti ma spettatori pescati a sorte tra il pubblico, chiamati a scrivere il nome del vincitore su una tavoletta e a riporla poi in un’urna; infine 5 di queste tavolette venivano estratte a sorte, in modo da creare una scaletta. Per i vincitori c’era una grande gratificazione economica.
Le Lenee duravano tre giorni e ospitavano inizialmente solo agoni comici, in seguito anche quelli tragici. I commediografi che partecipavano alle Lenee, di norma 5, erano quelli più noti, mentre i tragediografi erano per lo più giovani, o comunque autori non molto conosciuti.

## La fine dei giochi
Dal III secolo d.C. gli agoni decaddero e alla fine del IV furono soppressi.
Infatti a poco a poco gli agoni ginnici e musicali furono sostituiti nel piacere del pubblico dai giochi circensi. L'atletica pertanto rimase limitata ai grandi centri più intellettuali, finché nel 394 Teodosio non abolì anche le olimpie. In questo modo la tradizione greca, come l'imitazione romana e le forme ibride risultate dalla mescolanza di reminiscenze elleniche con adattamenti romani, cadde quasi fra l'indifferenza del pubblico di ogni parte del mondo antico, in evidente contrasto con i giochi circensi e gladiatori.
Il gusto dell'agone però non scomparve con il tramonto dell'era classica, ma sopravvisse nel corso dei secoli, e si può rintracciare come base costituente dell'altercatio medievale e anche delle scene della commedia dell'arte.